# Partialtrauma
Als Partialtrauma versteht man in der klassischen Psychoanalyse einen Teil eines psychogenen Traumas. Der Begriff geht auf Sigmund Freud zurück und bezieht sich nicht auf die allgemeine Definition des Traumas, wie sie beispielsweise in Zusammenhang mit der posttraumatischen Belastungsstörung verwendet wird.
Ein Partialtrauma ist eine realistisch betrachtet eher harmlose Vorstellung, der nur in Zusammenhang mit anderen Vorstellungen ein traumatischer Charakter zukommt. Partialtraumen bilden erst in ihrer Summierung traumatische Qualität aus. Charakteristisch ist oft ihre realistische Harmlosigkeit. Partialtraumen erlangen zudem oft nur im Zusammenfall mit bestimmten Situationen ihre Bedeutung als traumatisches Erlebnis.
Die Entdeckung, dass Traumen sich aus einer Reihe real harmloser Vorstellungen zusammensetzen können, wurde erstmals von Josef Breuer in den „Studien über Hysterie“ gemacht (siehe auch idiopathische Hysterie). Ein Trauma könne demnach komplex zusammengesetzt sein, wobei eine jede einzelne Vorstellung für sich genommen nicht traumatisch sei. Freud entwickelte auf dieser Entdeckung später die ursprüngliche Form der therapeutischen Psychoanalyse, indem er in Sitzungen die Partialtraumen jeweils einzeln zur Sprache brachte und so nach und nach das Trauma auflösen konnte.